# Vertillum
Vertillum es un yacimiento galo y posteriormente galorromano situado en el municipio de Vertault (Côte-d'Or), en Francia. Este yacimiento fue excavado en el siglo XIX. 

## Situación

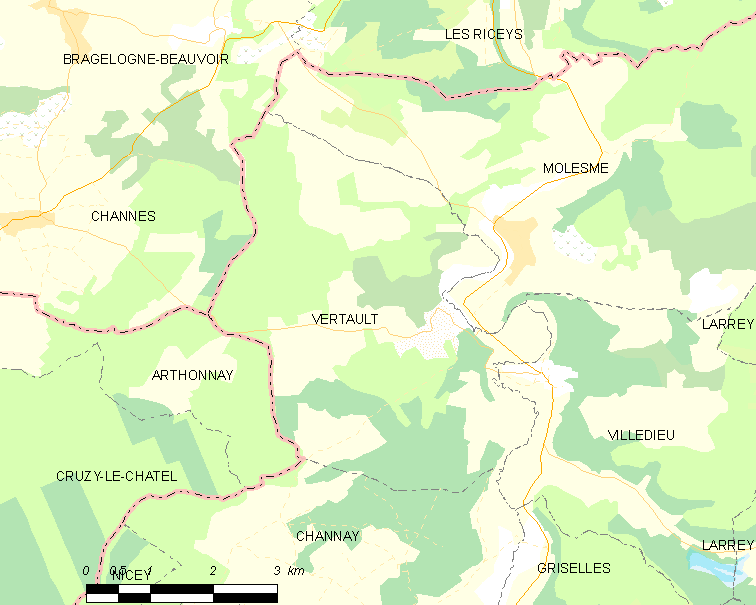

Situado en la meseta que domina el actual municipio de Vertault, en el departamento de Côte-d'Or, el yacimiento fue excavado en el siglo XIX, a menudo de forma destructiva. Un gran número de objetos encontrados en la época se conservan en el vecino musée du Pays Châtillonnais.

## Historia
Vertillum es un emplazamiento galo erigido en una loma que domina el río Laigne y al que sucedió un vicus galorromano. El oppidum, rodeado de un murus gallicus y de un foso atribuido a los lingones, abarca unas 25 hectáreas. La ciudad galoromana, que tendría entre 3000 y 5000 habitantes, presenta la distribución típica: zonas residenciales, foro, termas, templo y centro administrativo. Lza muralla gala que lo rodeaba parece datar del siglo I. Su ruina comenzó en el siglo III y terminó un siglo después con su destrucción por una invasión de los vándalos. Las últimas monedas encontradas en el lugar, de Arcadio y Honorio, sitúan el probable fin de la ocupación en el advenimiento del cristianismo como religión del Imperio. Vertillum está clasificado como monumento histórico desde 1875, y el final probable de la ocupación fue la llegada del cristianismo como religión del Imperio. Vertillum es un monumento protegido desde 1875.

## Excavaciones
Las primeras excavaciones realizadas en 1846 por Lucien Coutant  revelaron dos grandes edificios públicos: el templo y las termas. La Société archéologique et historique du Châtillonnais se hizo cargo de ella de 1882 a 1939 y, con el tiempo, descubrió numerosos asentamientos enterrados y una imponente muralla gala. En 1977, los cargos electos locales emprendieron la puesta en valor y la protección de estos cuatro polos del yacimiento: la muralla, los hábitats enterrados, las termas y el templo.
En 1988, al sur de Vertillum, por encima de la actual iglesia, nuevas excavaciones descubrieron un fanum y un complejo de culto. Luego, en 1996, al norte, en la comuna de Molesme, en un lugar llamado «sur le creux», un conjunto de construcciones de la época de la Tène tardía (siglo I a. C.)

## Vestigios
El sitio incluye numerosas estructuras enterradas, restos de murallas, baños y un templo. Las excavaciones del siglo XIX y principios del XX fueron extremadamente destructivas. Así, los edificios antes bien conservados, en particular los baños, quedaron casi destruidos. Desde 1984, el yacimiento ha sido objeto de nuevas investigaciones y desarrollo de los restos. Una necrópolis animal (200 perros, 42 caballos, 8 ovejas, 2 bueyes, así como 8 enterramientos humanos) fue sacada a la luz en el fanum extramuros.

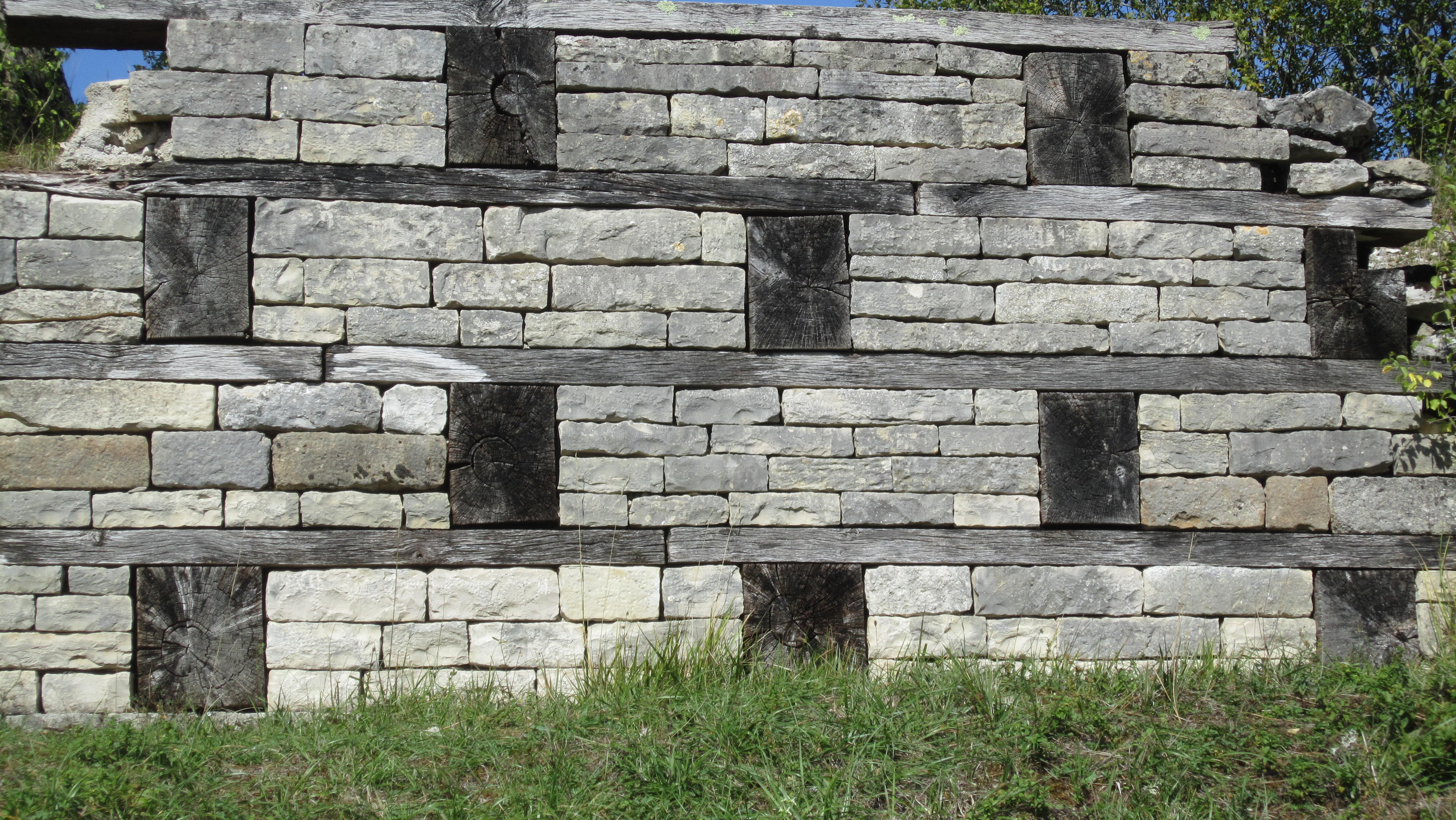
La muralla gala.
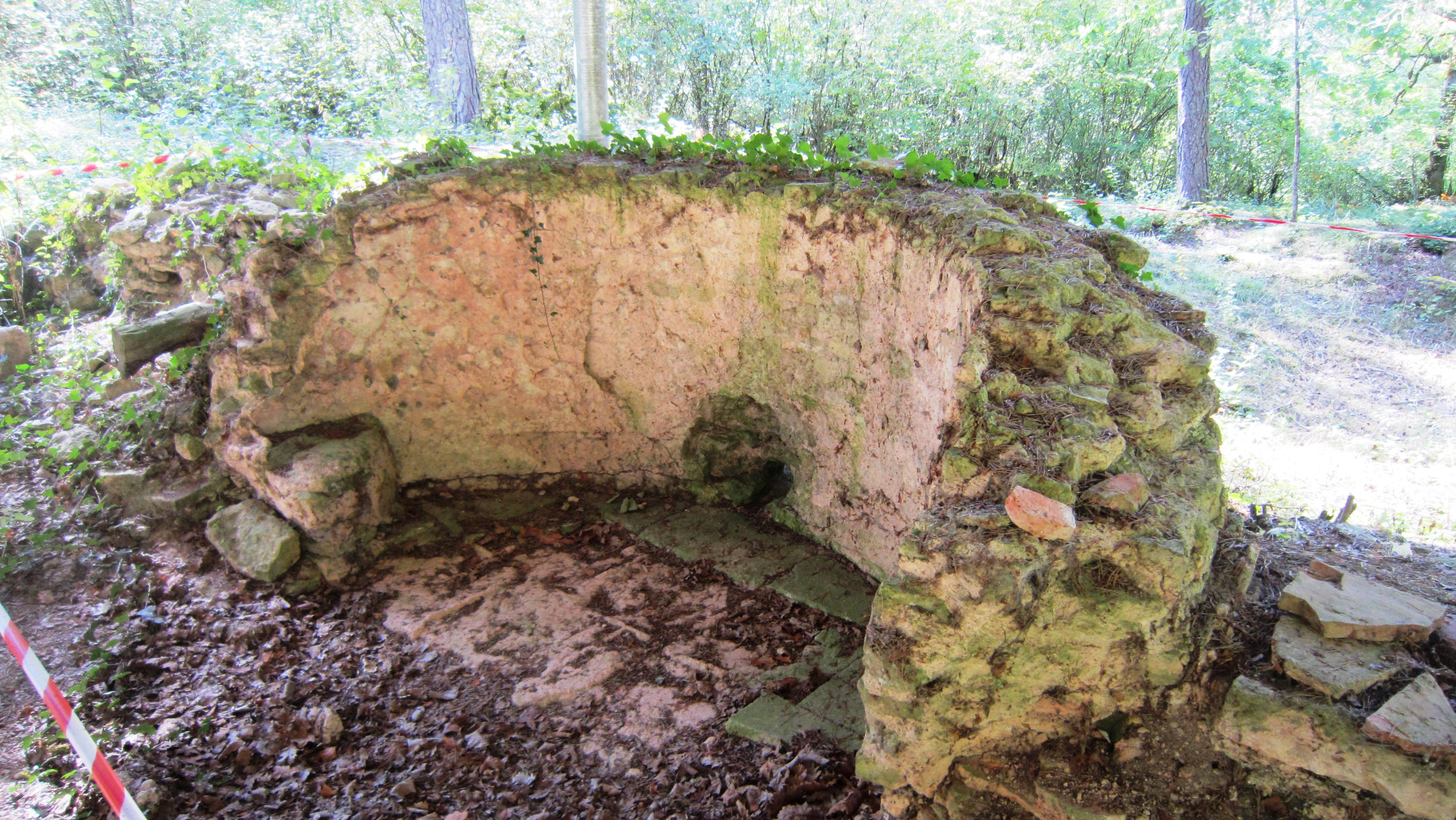
La termas.

Mobiliario
Vertillum era un centro metalúrgico que trabajaba con aleaciones de cobre. Los objetos inacabados y los desechos demuestran que los artesanos utilizaban técnicas de fundición y chapa para recubrir objetos de hierro con bronce. Entre la producción de los artesanos de Vertillum podemos citar las asas, en particular un tipo en forma de dos delfines enfrentados, los cubiertos y diversos objetos utilitarios, decorados o no, entre los que podemos contar llaves, cerraduras, campanas, estiletes, etc. El musée du Pays Châtillonnaiss dedica una sala a los objetos encontrados en el lugar. La falta de descripción y el cuidado que caracterizan a las antiguas excavaciones realizadas en Vertillum dificultan la evaluación de la diversidad de la producción local y el establecimiento de una cronología de la misma.

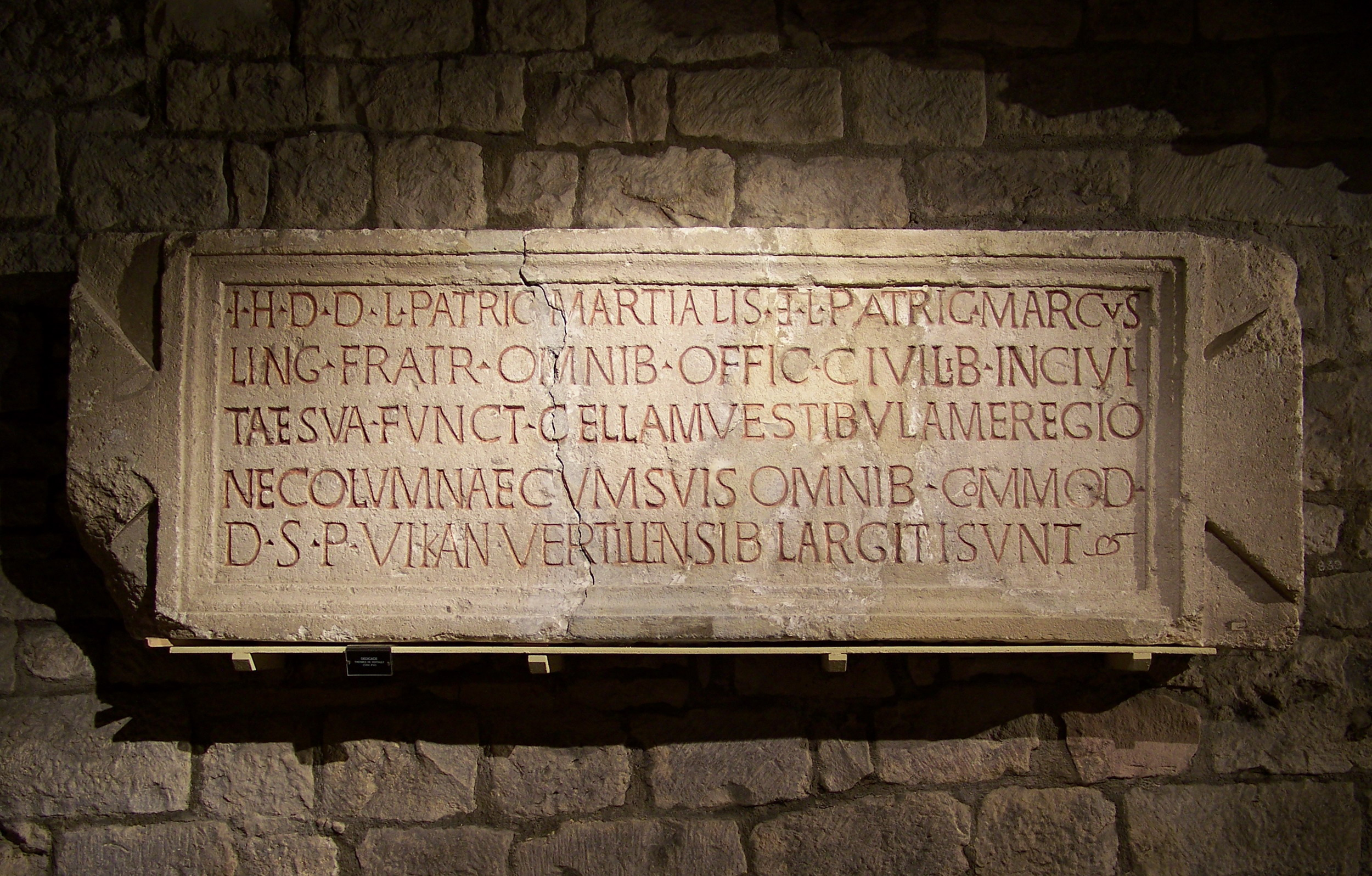
Dedicación de las termas, Museo Arqueológico de Dijon.
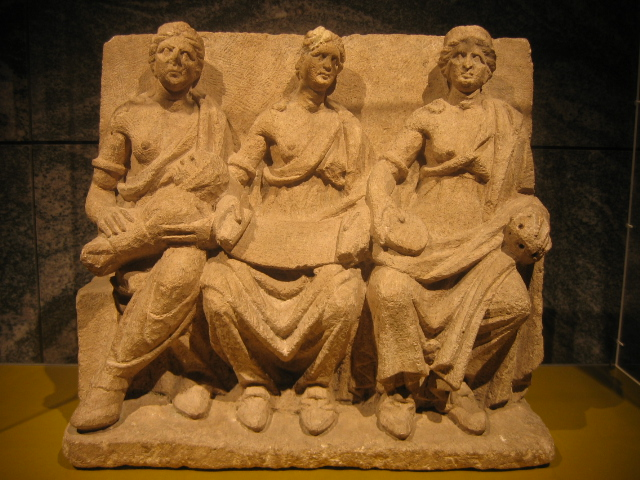
Bajorrelieve que representa a tres diosas madre. Musée du Pays Châtillonnais.

## Valorización del patrimonio
El municipio mantiene el sitio con el apoyo de la asociación Revivre en Haute Bourgogne.

## Bibliograpfía
- Bénard, Jacky (2010). Gaulois et gallo-romains à Vertillium (en francés). Paris: Gollion. ISBN 978-2-88474-191-0.
- Côte-d'Or Tourisme. «Site de Vertillum» (en francés). Consultado el 23 de septiembre de 2022.
- Côte-d'Or Tourisme. «Pourquoi ne pas compléter la visite du Musée en découvrant les sites archéologiques majeurs du Châtillonnais» (en francés). Consultado el 23 de septiembre de 2022.
- Jouin, Martine (junio de 2003). «Un siècle de fouilles à Vertault». Dossiers d'Archéologie (en francés) (284).
- PAAC archéologie. «Vertillum : ville gauloise puis gallo-romaine» (en francés). Consultado el 23 de septiembre de 2022.
- Pascale Chardron-Picault (2005). «L’artisanat des alliages à base de cuivre de Vertault-Vertillum (Côte-d’Or)» (en francés). Revue archéologique de l'Est. Consultado el 23 de septiembre de 2022.
- Mangin, Martine; Mangin, Jean-Marc (1992). «Vertault, une agglomération secondaire aux confins du territoire des Lingons, des Mandubiens et des Tricasses». Bourgogne archéologique (Tellin (Belgique): Traces de vie) 12. ISSN 1140-3608.